# Robert Morrison (canottiere)
Robert Erskine Morrison (Richmond upon Thames, 26 marzo 1902 – Longstanton, 19 febbraio 1980) è stato un canottiere britannico.

## Palmarès

### Olimpiadi
- 1 medaglia:
  - 1 oro (Parigi 1924 nel quattro senza)